# Generische Programmierung in Java
Generische Programmierung in Java wird durch sog. Generics seit Java 1.5 ermöglicht. Der Begriff steht synonym für „parametrisierte Typen“. Die Idee dahinter ist, zusätzliche Variablen für Datentypen einzuführen. Diese Typ-Variablen repräsentieren zum Zeitpunkt der Implementierung unbekannte Typen. Erst bei der Verwendung der Klassen, Schnittstellen und Methoden werden diese Typ-Variablen durch konkrete Typen ersetzt. Damit kann typsichere Programmierung meistens gewährleistet werden. Jedoch nicht immer.

## Das Konzept
Ab Version 5.0 („Tiger“, 2004 veröffentlicht) steht auch in der Programmiersprache Java mit den Generics ein syntaktisches Mittel für die generische Programmierung zur Verfügung. Damit lassen sich Klassen und Methoden (Methoden auch unabhängig von ihren Klassen) mit Typen parametrisieren.
Damit werden der Sprache einige ähnliche Möglichkeiten eröffnet, die sich vergleichbar bei den Templates in C++ bieten.
Prinzipiell gibt es aber durchaus wesentliche Unterschiede. Während in Java über die Schnittstelle der Typparameter parametrisiert wird, wird in C++ direkt über den Typ des Typparameters selbst parametrisiert. Der Quelltext eines C++-Templates muss für den Anwender (d. h. beim Einsetzen des Typparameters) verfügbar sein, während ein generischer Java-Typ auch als übersetzter Bytecode veröffentlicht werden kann. Für verschiedene konkret verwendete Typparameter produziert der Compiler duplizierten Zielcode.
Beispielsweise bietet die Funktion std::sort in C++ die Möglichkeit, alle Container zu sortieren, die bestimmte Methoden anbieten (hier speziell begin() und end(), die jeweils einen Iterator liefern) und deren Typparameter den operator< implementiert (oder explizit eine andere Vergleichsfunktion angegeben wurde). Ein Nachteil, der sich durch dieses System ergibt, ist die (für den Programmierer!) schwierigere Übersetzung. Der Compiler hat keine andere Möglichkeit, als den Typparameter in jedem Fall durch den geforderten konkreten Typ zu ersetzen und den ganzen Code erneut zu kompilieren.
Sehr leicht können bei unpassenden Typparametern und anderen Problemen komplizierte und unverständliche Compiler-Meldungen entstehen, was einfach mit der Tatsache zusammenhängt, dass die konkreten Anforderungen an die Typparameter unbekannt sind. Die Arbeit mit C++-Templates erfordert deshalb eine lückenlose Dokumentation der Anforderungen an einen Typparameter. Durch Template-Metaprogrammierung können die meisten Anforderungen (Basisklasse, Vorhandensein von Methoden, Kopierbarkeit, Zuweisbarkeit etc.) auch in speziellen Konstrukten abgefragt werden, wodurch sich lesbarere Fehlermeldungen ergeben. Obgleich sie standardkonform sind, werden diese Konstrukte jedoch nicht von allen Compilern unterstützt.
Dagegen sind den generischen Klassen und Methoden in Java die Anforderungen (englisch constraints) an ihre eigenen Typparameter bekannt. Um eine Collection (ohne Comparator) zu sortieren, müssen die enthaltenen Elemente vom Typ Comparable sein, also dieses Interface implementiert haben. Der Compiler muss lediglich prüfen, ob der Typparameter ein Untertyp von Comparable ist, und kann damit schon sicherstellen, dass der Code korrekt ist (d. h. die erforderliche Methode compareTo verfügbar ist). Weiterhin wird ein und derselbe Code für alle konkreten Typen verwendet und nicht jedes Mal dupliziert.

## Praktische Beispiele
Ein Programm verwendet eine ArrayList, um eine Liste von JButtons zu speichern.
Bisher war die ArrayList auf den Typ Object fixiert:
```
List
 
list
 
=
 
new
 
ArrayList
();

list
.
add
(
new
 
JButton
(
"Button 1"
));

list
.
add
(
new
 
JButton
(
"Button 2"
));

list
.
add
(
new
 
JButton
(
"Button 3"
));

list
.
add
(
new
 
JButton
(
"Button 4"
));

list
.
add
(
new
 
JButton
(
"Button 5"
));

for
 
(
int
 
i
 
=
 
0
;
 
i
 
<
 
list
.
size
();
 
i
++
)
 
{

    
JButton
 
button
 
=
 
(
JButton
)
 
list
.
get
(
i
);

    
button
.
setBackground
(
Color
.
white
);

}

```

Man beachte die notwendige explizite Typumwandlung (auch „Cast“ genannt) sowie die Typunsicherheit, die damit verbunden ist. Man könnte versehentlich ein Objekt in der ArrayList speichern, das keine Instanz der Klasse JButton ist. Die Information über den genauen Typ geht beim Einfügen in die Liste verloren, der Compiler kann also nicht verhindern, dass zur Laufzeit bei der expliziten Typumwandlung von JButton eine ClassCastException auftritt.
Mit generischen Typen ist in Java Folgendes möglich:
```
List
<
JButton
>
 
list
 
=
 
new
 
ArrayList
<
JButton
>
();

list
.
add
(
new
 
JButton
(
"Button 1"
));

list
.
add
(
new
 
JButton
(
"Button 2"
));

list
.
add
(
new
 
JButton
(
"Button 3"
));

list
.
add
(
new
 
JButton
(
"Button 4"
));

list
.
add
(
new
 
JButton
(
"Button 5"
));

for
 
(
int
 
i
 
=
 
0
;
 
i
 
<
 
list
.
size
();
 
i
++
)

    
list
.
get
(
i
).
setBackground
(
Color
.
white
);

```

Beim Auslesen ist nun keine explizite Typumwandlung mehr notwendig, beim Speichern ist es nur noch möglich, JButtons in der ArrayList list abzulegen.
Ab Java7 ist die Instanzierung generischer Typen vereinfacht worden. Die erste Zeile in obigem Beispiel kann seit Java 7 folgendermaßen geschrieben werden:
```
List
<
JButton
>
 
list
 
=
 
new
 
ArrayList
<>
();

```

Die beiden leeren spitzen Klammern werden aufgrund ihrer Form auch als Diamant-Operator (englisch Diamond-Operator) bezeichnet.
Durch Kombination von generischen Typen mit den erweiterten For-Schleifen lässt sich obiges Beispiel kürzer fassen:
```
List
<
JButton
>
 
list
 
=
 
new
 
ArrayList
<>
();

list
.
add
(
new
 
JButton
(
"Button 1"
));

list
.
add
(
new
 
JButton
(
"Button 2"
));

list
.
add
(
new
 
JButton
(
"Button 3"
));

list
.
add
(
new
 
JButton
(
"Button 4"
));

list
.
add
(
new
 
JButton
(
"Button 5"
));

for
 
(
JButton
 
b
:
 
list
)

    
b
.
setBackground
(
Color
.
white
);

```

Ein Beispiel für eine generische Klasse, die zwei Objekte von beliebigem, aber einander gleichem Typ beinhaltet, liefert der folgende Beispielcode:
```
public
 
class
 
DoubleObject
<
T
>
 
{

    
private
 
T
 
object1
;

    
private
 
T
 
object2
;

    
public
 
DoubleObject
(
T
 
object1
,
 
T
 
object2
)
 
{

        
this
.
object1
 
=
 
object1
;

        
this
.
object2
 
=
 
object2
;

    
}

    
public
 
String
 
toString
()
 
{

        
return
 
this
.
object1
 
+
 
", "
 
+
 
this
.
object2
;

    
}

    
public
 
static
 
void
 
main
(
String
[]
 
args
)
 
{

        
DoubleObject
<
String
>
 
s
 
=
 
new
 
DoubleObject
<>
(
"abc"
,
 
"def"
);

        
DoubleObject
<
Integer
>
 
i
 
=
 
new
 
DoubleObject
<>
(
123
,
 
456
);

        
System
.
out
.
println
(
"DoubleObject<String> s="
 
+
 
s
.
toString
());

        
System
.
out
.
println
(
"DoubleObject<Integer> i="
 
+
 
i
.
toString
());

    
}

}

```

## Varianzfälle
In Java können die nachfolgenden Varianzfälle unterschieden werden. Sie bieten jeweils eine völlig eigenständige Flexibilität beim Umgang mit generischen Typen und sind jeweils absolut statisch typsicher.

### Invarianz
Bei Invarianz ist der Typparameter eindeutig. Damit bietet Invarianz die größtmögliche Freiheit bei der Benutzung des Typparameters. Beispielsweise sind für die Elemente einer ArrayList<Integer> alle Aktionen erlaubt, die auch bei der direkten Benutzung eines einzelnen Integers erlaubt sind (inklusive Autoboxing). Beispiel:
```
List
<
Integer
>
 
list
 
=
 
new
 
ArrayList
<
Integer
>
();

// ...

Integer
 
x
 
=
 
list
.
get
(
index
);

list
.
get
(
index
).
methodeVonInteger
();

list
.
set
(
index
,
 
98347
);
 
// Autoboxing, entspricht Integer.valueOf(98347)

int
 
y
 
=
 
list
.
get
(
index
);
 
// Auto-Unboxing

```

Diese Möglichkeiten werden mit wenig Flexibilität bei der Zuweisung von Objekten der generischen Klasse selbst erkauft. Beispielsweise ist Folgendes nicht erlaubt:
```
List
<
Number
>
 
list
 
=
 
new
 
ArrayList
<
Integer
>
();

```

und das, obwohl Integer von Number abgeleitet ist. Der Grund liegt darin, dass der Compiler hier nicht mehr sicherstellen kann, dass keine Typfehler auftreten. Mit Arrays, die eine solche Zuweisung erlauben, hat man schlechte Erfahrungen gemacht:
```
// OK, Integer[] ist abgeleitet von Number[]

Number
[]
 
array
 
=
 
new
 
Integer
[
10
]
;

// ArrayStoreException zur Laufzeit: Double -> Integer sind nicht

// zuweisungskompatibel

array
[
0
]
 
=
 
new
 
Double
(
5.0
);

```

### Kovarianz
Man bezeichnet Arrays als kovariant, was besagt:
oder allgemeiner:
Es verhält sich also der Array-Typ bzgl. der Vererbungshierarchie genauso wie der Typparameter.
Kovarianz ist auch mit generischen Typen möglich, allerdings nur mit Einschränkungen, so dass Typfehler zur Kompilierzeit ausgeschlossen werden können.
Referenzen müssen mit der Syntax ? extends T explizit als kovariant gekennzeichnet werden. T heißt upper typebound, also der allgemeinste Typparameter, der erlaubt ist.
```
List
<?
 
extends
 
Number
>
 
list
;

list
 
=
 
new
 
ArrayList
<
Double
>
();

list
 
=
 
new
 
ArrayList
<
Long
>
();

list
 
=
 
new
 
ArrayList
<
Integer
>
();

// Typfehler vom Compiler

list
.
set
(
index
,
 
myInteger
);

// OK aber Warnung vom Compiler: unchecked cast

((
List
<
Integer
>
)
 
list
).
set
(
index
,
 
myInteger
);

```

Das Ablegen von Elementen in diesen Listen ist nicht möglich, da dies, wie oben beschrieben, nicht typsicher ist (Ausnahme: null kann abgelegt werden). Bereits zur Kompilierzeit tritt ein Fehler auf. Allgemeiner gesagt, ist die Zuweisung
nicht erlaubt.
Möglich dagegen ist das Auslesen von Elementen:
```
Number
 
n
 
=
 
list
.
get
(
index
);
 
// OK

Integer
 
i
 
=
 
list
.
get
(
index
);
 
// Typfehler: Es muss sich bei '? extends Number'

                             
// nicht um ein Integer handeln.

Integer
 
j
 
=
 
(
Integer
)
 
list
.
get
(
index
);
 
// OK

```

Die Zuweisung
ist also erlaubt, nicht aber die Zuweisung
Generics bieten also wie Arrays kovariantes Verhalten, verbieten aber alle Operationen, die typunsicher sind.

### Kontravarianz
Kontravarianz bezeichnet das Verhalten der Vererbungshierarchie des generischen Typs entgegen der Hierarchie seines Typparameters. Übertragen auf das obige Beispiel würde das bedeuten: Eine Liste<Number> wäre zuweisungskompatibel zu einer Liste<Double>.
Dies wird folgendermaßen bewerkstelligt:
```
List
<?
 
super
 
Double
>
 
list
;

list
 
=
 
new
 
ArrayList
<
Number
>
();

list
 
=
 
new
 
ArrayList
<
Double
>
();

list
 
=
 
new
 
ArrayList
<
Object
>
();

```

Ein Objekt, das sich kontravariant verhält, darf keine Annahmen darüber machen, inwiefern ein Element vom Typ V von T abgeleitet ist, wobei T der lower Typebound ist (im Beispiel von ? super Double ist T Double).
Deshalb kann aus den obigen Listen nicht gelesen werden:
```
// Fehler: 'list' könnte vom Typ List<Object> sein

Number
 
x
 
=
 
list
.
get
(
index
);

// Fehler: 'list' könnte List<Object> oder List<Number> sein

Double
 
x
 
=
 
list
.
get
(
index
);

// Die einzige Ausnahme: Objects sind auf jeden Fall in der Liste

Object
 
x
 
=
 
list
.
get
(
index
);

```

Nicht erlaubt, da nicht typsicher, ist also die Zuweisung ? super T → (abgeleitet von Object)
Unschwer zu erraten: Im Gegenzug kann in eine solche Liste ein Element abgelegt werden:
```
List
<?
 
super
 
Number
>
 
list
;

list
.
add
(
new
 
Double
(
3.0
));
 
// OK: 'list' hat immer den Typ List<Number>

                           
// oder List<Basisklasse von Number>. Damit

                           
// ist die Zuweisung Double -> T immer erlaubt.

```

### Uneingeschränkte parametrische Polymorphie
Zu guter Letzt bieten Generics noch gänzlich polymorphes Verhalten an. Hierbei kann keinerlei Aussage über die Typparameter gemacht werden, denn es wird in beide Richtungen keine Grenze angegeben. Dafür wurde die Wildcard definiert. Sie wird durch ein Fragezeichen repräsentiert.
```
List
<?>
 
list
;

list
 
=
 
new
 
ArrayList
<
Integer
>
();

list
 
=
 
new
 
ArrayList
<
Object
>
();

list
 
=
 
new
 
ArrayList
<
String
>
();

// ...

```

Der Typparameter selbst kann hierbei nicht genutzt werden, da keine Aussage möglich ist. Lediglich die Zuweisung T → Object ist erlaubt, da T auf jeden Fall ein Object ist. Im Gegenzug ist garantiert, dass der Code mit allen Ts arbeiten kann.
Nützlich kann so etwas sein, wenn man nur mit dem generischen Typ arbeitet:
```
// Keine Informationen über den Typparameter nötig, kann ''beliebige'' Listen

// aufnehmen.

int
 
readSize
(
List
<?>
 
list
)
 
{

    
return
 
list
.
size
();

}

```

Zur Verdeutlichung, dass hier Wildcards unnötig sind, und es eigentlich gar nicht um irgendeine Varianz geht, sei folgende Implementierung der obigen Funktion angegeben:
```
<
T
>
 
int
 
readSize
(
List
<
T
>
 
list
)
 
{

    
return
 
list
.
size
();

}

```